# Arminia Bielefeld
DSC Arminia Bielefeld er en tysk fodboldklub fra Bielefeld i Nordrhein-Westfalen, der i spiller i landets række, Bundesligaen.
Arminia er mest kendt som Europas største elevatorhold, der rykker op og ned mellem Bundesligaen og 2. Bundesliga (7 gange er de rykket op, 6 gange er de rykket ned).

## Historie
Første gang, klubben gjorde opmærksom på sig selv, var, da den i 1913 var med ved finalerunden om det vesttyske mesterskab (der var den gang også regionale mesterskaber i Tyskland og har altså intet med det senere land Vesttyskland at gøre).
I 1969 kunne klubben for første gang kaldes et Bundesligahold, men allerede i 1971 rykkede klubben ud igen. I slutningen af 70'erne og starten af 80'erne var klubben fast inventar i Bundesligaen, men i 1984 rykkede man ned i 2. Bundesliga og i 1987 helt ned i Regionalligaen. I 1994 og 1995 sikrede to oprykninger i træk dog klubben Bundesligastatus på ny. Herefter begyndte klubben at få sit ry som elevatorholdet over dem alle. i 2008-09 sæsonen var klubben senest i Bundesligaen.

## Nuværende trup
Oversigten er opdateret til og med 17. februar 2022
| Nr. | Land       | Position | Spiller               |
| --- | ---------- | -------- | --------------------- |
| 1   | Tyskland   | MM       | Stefan Ortega         |
| 2   | Tyskland   | FO       | Amos Pieper           |
| 3   | Portugal   | FO       | Guilherme Ramos       |
| 4   | Sverige    | FO       | Joakim Nilsson        |
| 5   | Danmark    | FO       | Jacob Barrett Laursen |
| 7   | Tyskland   | MI       | Gonzalo Castro        |
| 8   | Østrig     | MI       | Alessandro Schöpf     |
| 9   | Tyskland   | AN       | Fabian Klos           |
| 10  | Frankrig   | AN       | Bryan Lasme           |
| 11  | Japan      | MI       | Masaya Okugawa        |
| 13  | Grækenland | MM       | Stefanos Kapino       |
| 15  | Belgien    | FO       | Nathan de Medina      |
| 16  | Tyskland   | MI       | Fabian Kunze          |

| Nr. | Land       | Position | Spiller                        |
| --- | ---------- | -------- | ------------------------------ |
| 17  | Tyrkiet    | MI       | Burak İnce                     |
| 18  | Tyskland   | AN       | Florian Krüger                 |
| 19  | Østrig     | MI       | Manuel Prietl                  |
| 20  | Østrig     | MI       | Patrick Wimmer                 |
| 21  | Tyskland   | AN       | Robin Hack                     |
| 23  | Tyskland   | AN       | Janni Serra                    |
| 24  | USA        | FO       | George Bello                   |
| 30  | Panama     | FO       | Andrés Andrade (Lånt fra LASK) |
| 35  | Tyskland   | MM       | Arne Schulz                    |
| 37  | Rusland    | MI       | Vladislav Tjernyj              |
| 39  | Grækenland | MI       | Sebastian Vasiliadis           |

### Udlånt
| Nr. | Land     | Position | Spiller                                               |
| --- | -------- | -------- | ----------------------------------------------------- |
| —   | Sverige  | MM       | Oscar Linnér (Udlånt til GIF Sundsvall)               |
| —   | Holland  | FO       | Mike van der Hoorn (Udlånt til FC Utrecht)            |
| —   | Tyskland | MI       | Jomaine Consbruch (Udlånt til Eintracht Braunschweig) |

| Nr. | Land     | Position | Spiller                                              |
| --- | -------- | -------- | ---------------------------------------------------- |
| —   | Østrig   | MI       | Christian Gebauer (Udlånt til Ingolstadt)            |
| —   | Tyskland | MI       | Noel Niemann (Udlånt til TSV Hartberg)               |
| —   | Tyskland | AN       | Sebastian Müller (Udlånt til Eintracht Braunschweig) |

## Resultater

### Titler
Bundesligaen
- Bedste placering: 8. plads (1982 og 1983)

## Kendte spillere
- Frank Pagelsdorf
- Arne Friedrich
- Ali Daei
- Sibusiso Zuma
- Chris Katongo

## Danske spillere
- Jens Steffensen
- Jonas Kamper (2006-2010)
- Kasper Risgård (2009-2010)
- Jacob Barrett Laursen (2020-2022)